# Kukoricamezei bombázó

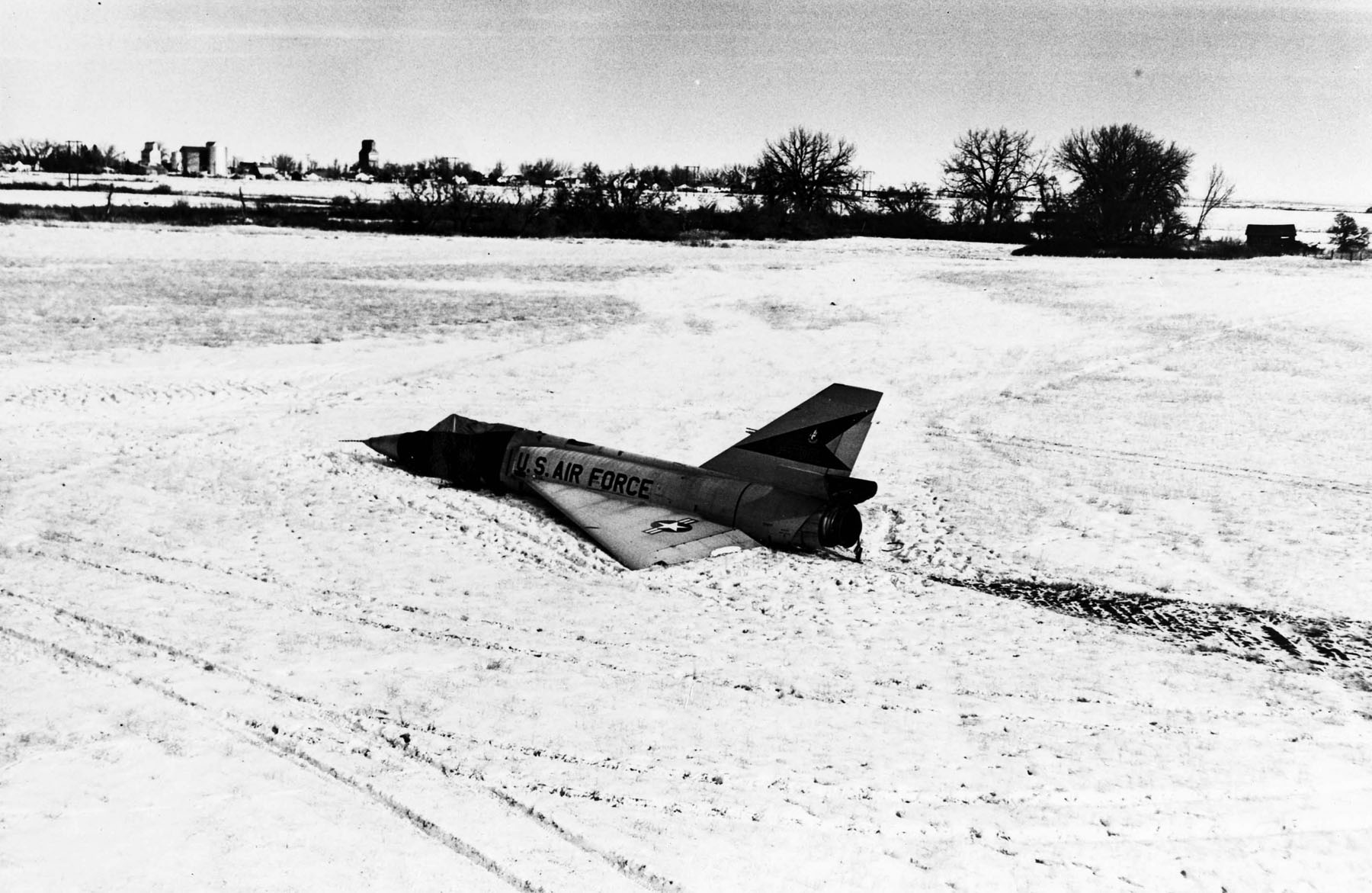
Az F-106-os, miután leszállt a behavazott mezőn

Kukoricamezei bombázó (angolul Cornfield Bomber) lett a beceneve annak a Convair F–106 Delta Dart típusú szuperszonikus elfogóvadász-repülőgépnek, mely 1970-ben egy montanai szántóföldön emberi irányítás nélkül leszállt, miután a gép pilótája egy vészhelyzet miatt katapultált. A repülőgép a szükséges javítások után visszatért a szolgálatba, később kiállításra került az amerikai légierő daytoni múzeumában (National Museum of the United States Air Force).

## Története
Az  F–106 Delta Dart típusú gépeket a Convair 1958-ban gyártotta, ennek a gépnek az azonosítószáma az 58-0787 lett. A gép a Malmstrom Air Force Base-re került szolgálatra, a montanai Great Fallsba. 
1970. február 2-án  Gary Faust százados egy rutingyakorlatra indult a repülőgéppel, de egy elhibázott nagy-g-s manőversorozat után a gép lapos dugóhúzóba esett 10 000 méteren. Bár Faust megpróbálta stabilizálni a gép helyzetét – a fékszárny nyitásával is próbálkozott – ez nem sikerült neki, ezért 4600 méter magasságban katapultált a dugóhúzóban pörgő repülőgépből, miután oktatója, Jim Lowe a kísérőgépből is utasította erre.
A repülőgép – vélhetően a katapultálás okozta lökés, vagy a súlypontváltozás miatt, vagy mert a kabintető eltávolítása megváltoztatta a gép aerodinamikai tulajdonságait – magától kilépett a dugóhúzó okozta pörgésből, és visszaállt normális repülési helyzetébe – de pilóta nélkül. Gary Faust, a gép pilótája  hitetlenkedve figyelte az ejtőernyőjéről, hogy gépe továbbrepült, és egy mezőgazdasági területen hasra szállt Montana Big Sandy közelében.

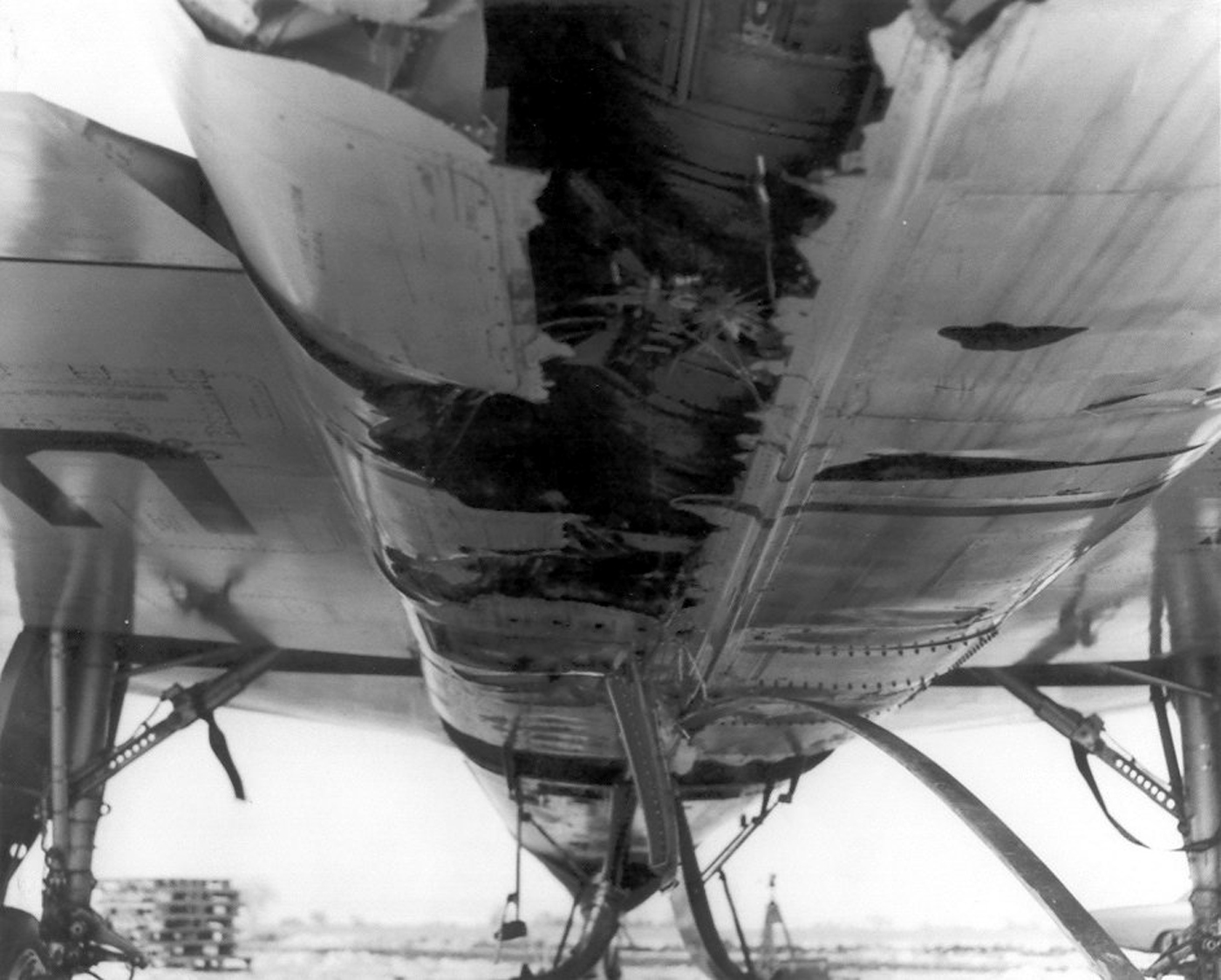
Az F-106-os sérülései a leszállást követően

A pilóta nélkül földet ért F–106A-hoz az elképedt helyi lakosok riasztása nyomán a seriff érkezett ki, aki felvette a kapcsolatot a közeli McClellan légibázissal, hogy mit lehet tenni a továbbra is alapjáraton működő, ezáltal a búzamezőn lassan araszoló géppel. Onnan azt a tájékoztatást kapta, hogy a legjobb, ha hagyják, míg kifogy az üzemanyag a gépből. Ez egy óra és negyvenöt perc elteltével meg is történt, a gép hajtóműve leállt.
A McClellan légibázisról küldött műszaki egység meglepve tapasztalta a helyszínen, hogy a repülőgép komolyabb sérülések nélkül ért földet. A pilótát, aki ejtőernyőjével a közeli hegyek közé sodródott, a helyi lakók kimentették. Az F–106A szárnyai sértetlenül vészelték át a kényszerleszállást, radarja még a leszállás után is működött. A gépet ezek után visszaszállították a légibázisra, ahol rövid javítás után visszahelyezték szolgálatba, sőt,  Gary Faust is repült ismét egykori gépével, 1979-ben.

## A legenda

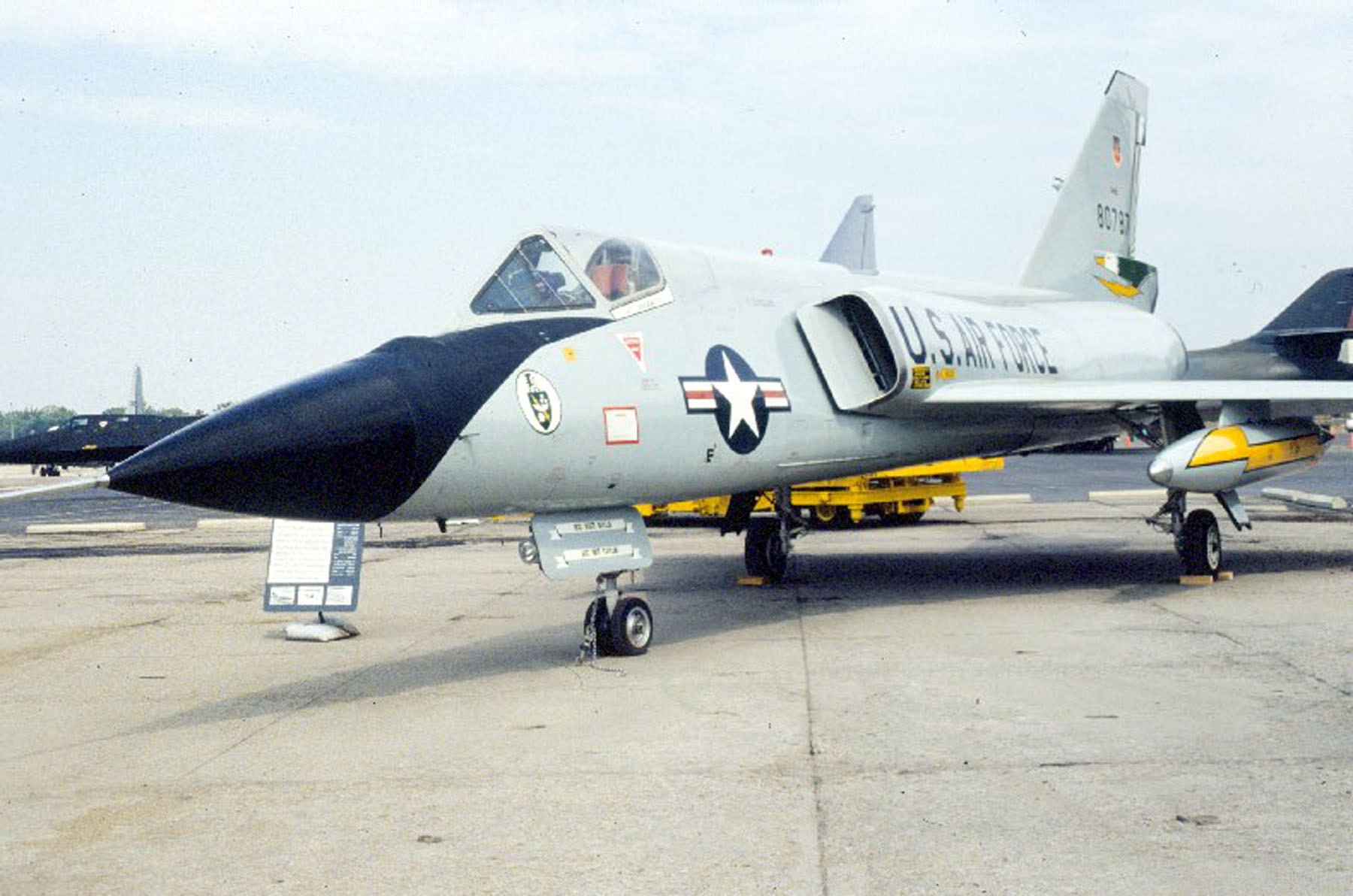
A repülőgép a National Museum of the United States Air Force területén, 2005-ben

A géptípus soha nem szolgált háborús helyzetben, 1972-től kezdték meg a lecserélését az F–15-ös típusra, miután a szovjetek által preferált interkontinentális ballisztikus rakétákra támaszkodó nukleáris elrettentés egyszerűen feleslegessé tette az elfogóvadász típust az USA határain belül.
A gépet 1986 augusztusában kivonták a szolgálatból. Jelenleg az amerikai légierő daytoni múzeumában (National Museum of the United States Air Force) lehet megtekinteni a Cornfield Bomber („kukoricabombázó”) néven híressé vált repülőgépet.
A gép neve, amelyen elhíresült, két ponton is ellentmondásos: a gép nem kukorica-, hanem lucernaföldre szállt le, és az F–106A típus nem bombázó, hanem elfogóvadász-repülőgép. 
A történet kapcsán legendássá vált a kísérőgépből az eseményeket követő  Jim Lowe oktató rádióüzenete, miután a pilóta, Gary Faust százados katapultált, és a gép visszanyerte normál repülési helyzetét: “Gary, you better get back in it!”, azaz „Gary, jobban tennéd ha visszaszállnál!”.

## Fordítás
- Ez a szócikk részben vagy egészben  a   Cornfield Bomber című angol Wikipédia-szócikk ezen változatának fordításán alapul.  Az eredeti cikk szerkesztőit annak laptörténete sorolja fel. Ez a jelzés csupán a megfogalmazás eredetét és a szerzői jogokat jelzi, nem szolgál a cikkben szereplő információk forrásmegjelöléseként.
- Ez a szócikk részben vagy egészben  a   Cornfield Bomber című német Wikipédia-szócikk ezen változatának fordításán alapul.  Az eredeti cikk szerkesztőit annak laptörténete sorolja fel. Ez a jelzés csupán a megfogalmazás eredetét és a szerzői jogokat jelzi, nem szolgál a cikkben szereplő információk forrásmegjelöléseként.